# ويليام إتش. فورني
ويليام إتش. فورني هو محامي وسياسي أمريكي، ولد في 9 نوفمبر 1823 في لينكنتون في الولايات المتحدة، وتوفي في 16 يناير 1894 في جاكسونفيل في الولايات المتحدة. نشط حزبياً في الحزب الديمقراطي. وقد انتخب عضو مجلس النواب الأمريكي ‏.